# Doubrava (Aš)

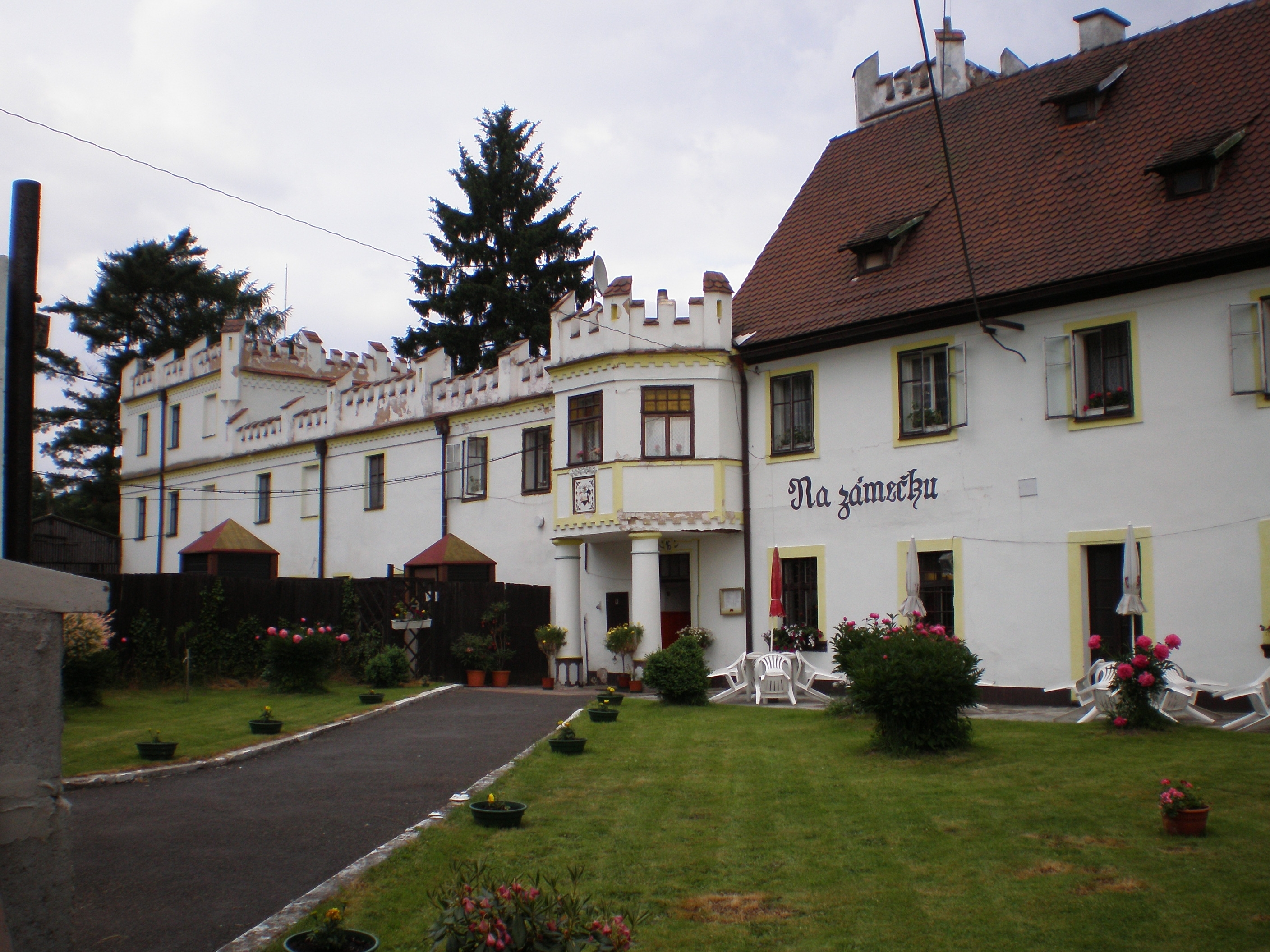
Zedtwitz-kastély

Doubrava (németül Grün) Aš településrésze Csehországban a Karlovy Vary-i kerület Chebi járásában.

## Fekvése
Az Aši-kiszögellés keleti peremén, a Smrčiny hegység részét képező Aši-hegyvidéken (csehül Ašská vrchovina), Aš-tól 6 km-re északkeletre fekszik.

## Története
A Neubergi Konrád birtokaként említik elsőként 1392-ben. A 15. század kezdetén a Zedtwitz-család tulajdonába került, s birtokolták öt évszázadon keresztül 1945-ig. Kastélyát a 17. század kezdetén építették. A 17. században létesített papírkészítő műhelyének termékeit európaszerte szállították, s az üzem az 1940-es években megszűnt. A 19. században a környék kedvelt kirándulóhelyeként tartották számon, akkortájt öt vendéglője volt. A második világháborút követően 1946-ban német nemzetiségű lakosságát kitelepítették.

## Lakossága
| Év            | 1850 | 1930 | 1947 | 1961 | 1970 | 2001 |
| ------------- | ---- | ---- | ---- | ---- | ---- | ---- |
| Lakosok száma | 637  | 808  | 289  | 180  | 140  | 94   |

## Nevezetességek
- Halštrov természetvédelmi terület
- Zedtwitz-kastély. A 18. század folyamán átalakították. A kastély bejárata fölött elhelyezett Zedtwitz-címer a Kopaniny-i kastély romjaiból származik. Az 1990-ben felújított kastély jelenleg (2008-ban) étteremként működik.
- A Doubrava-i forrást ünnepélyes keretek között 2009. április 24-én szentelte fel Krištof metropolita, a cseh–szlovák ortodox egyház vezetője.

## Közlekedés
- Az 1996-ban megnyitott Bad Elster-be vezető turista-határátkelőhelyét 2008-tól kezdődően már a személygépkocsi-forgalom is igénybe veheti. Egy 2009 kezdetén végzett felmérés szerint a határátkelőhelyet havonta megközelítőleg 10 000 személygépkocsi veszi igénybe. Környezetvédelmi tanulmányok szerint a Halštrovi természetvédelmi területen áthaladó útvonal gépkocsi-forgalma károsítja a védett területet, ezért a két érintett város (Aš, Bad Elster) a káros hatások csökkentésének tervezetén dolgozik.

## Képtár

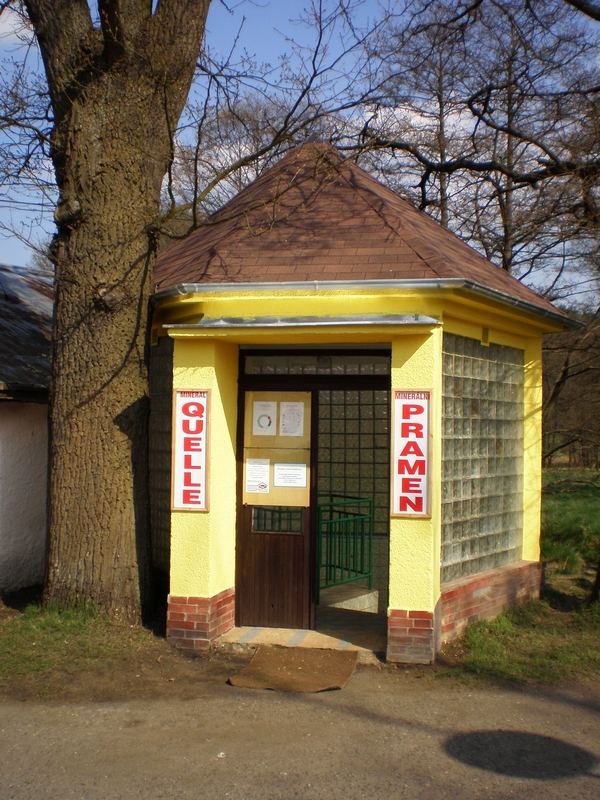
A doubravai forrás pavilonja

## Fordítás
- Ez a szócikk részben vagy egészben a Doubrava (Aš) című cseh Wikipédia-szócikk ezen változatának fordításán alapul.  Az eredeti cikk szerkesztőit annak laptörténete sorolja fel. Ez a jelzés csupán a megfogalmazás eredetét és a szerzői jogokat jelzi, nem szolgál a cikkben szereplő információk forrásmegjelöléseként.